# Sheena (película)
Sheena (en España: Sheena, reina de la selva) es una película estadounidense de 1984, del género aventura, basada en un personaje de cómic que apareció por primera vez a finales de la década de 1930, Sheena, Reina de la Selva.
Un híbrido de acción y aventuras, película de superhéroes y drama al estilo de una telenovela, Sheena fue filmada en locaciones de Kenia. Cuenta la historia de una heroína criada en el país africano ficticio de Tigora por la tribu ficticia Zambouli.
La película fue protagonizada por Tanya Roberts, Ted Wass y Trevor Thomas. Fue dirigida por John Guillermin y escrita por Lorenzo Semple Jr., quien había colaborado previamente en la nueva versión de 1976, King Kong.
Estrenada por Columbia Pictures el 17 de agosto de 1984, Sheena bombardeó los cines y fue nominada a cinco Premios Golden Raspberry, incluyendo Peor Película, Peor Actriz (Tanya Roberts), Peor Director, Peor Guion y Peor Partitura Musical, pero tuvo cierto éxito de culto, en video casero y DVD. Desde entonces, ha sido considerada una película de culto.

## Sinopsis
Sheena (Tanya Roberts), de origen europeo, tras la muerte de sus padres durante un safari fue criada por una bruja de una tribu africana. Así, con el tiempo, adquirió poderes y conocimientos para comunicarse telepáticamente con las criaturas de la selva. Convertida ya en una atractiva joven, vive su primer amor con Vic Casey (Ted Wass), un reportero de televisión, y juntos tratarán de frenar las ambiciones territoriales de un malvado príncipe africano.

## Trama
Mientras investigan los rumores de una mística "tierra curativa" cuyos poderes se dice que emanan de la sagrada montaña Gudjara, los geólogos Philip y Betsy Ames (Michael Shannon y Nancy Paul) mueren en un derrumbe, dejando a su pequeña hija, Janet, una huérfana. Janet es adoptada por Shaman, una mujer de la tribu nativa Zambouli (Princesa Isabel de Toro), y debido a una profecía sobre el derrumbe ("cuando la montaña sagrada clama"), se la considera una hija de los dioses y rebautizada como Sheena, "Reina de la Selva".
A medida que Sheena (Tanya Roberts) crece, aprende mucho de Shaman sobre la tradición de la jungla y las costumbres de todas sus criaturas. Incluso se le confía el secreto de la comunicación telepática con los animales. Los forasteros rara vez perturban su territorio, ya que esa parte de Tigora está bajo la protección especial del rey Jabalani (Clifton Jones).
Se están gestando problemas en Tigora, aunque; el hermano menor del ex campeón de fútbol del rey, el príncipe Otwani (Trevor Thomas) está conspirando con la prometida de su hermano, la condesa Zanda (France Zobda) para que asesinen a Jabalani y puedan explotar la tierra rica en titanio de Zambouli (esto puede o no tener algo que ver con las propiedades curativas del suelo, pero esto nunca se explica).
Al experimentar una visión que predice la muerte del rey, Shaman se apresura a ir a Azan, la capital de Tigora, para tratar de advertirle, pero es arrestado por policías corruptos que trabajan para Zanda.
El viejo amigo de Otwani, el reportero Vic Casey (Ted Wass) y su camarógrafo, Fletch Agronsky (Donovan Scott) están en Tigora para hacer una historia sobre el exjugador de fútbol. Cuando el rey Jabalani es asesinado y Shaman es incriminada por ello, Vic y Fletch se dan cuenta de que están en una historia mucho más grande de lo que habían anticipado.
Dirigiéndose a un complejo penitenciario remoto para entrevistar a Shaman, son testigos de su rescate por parte de Sheena y sus amigos animales; "Chango" el elefante, "Marika" la cebra y "Tiki" el chimpancé. Mientras escapan de regreso a la jungla después de destruir la prisión, Vic y Fletch los siguen. Sin embargo, Shaman pronto muere a causa de sus heridas.
Otwani obtiene los servicios del coronel Jorgensen (John Forgeham) y su pequeño ejército de soldados mercenarios, los Boinas Negras. Su misión es erradicar al pueblo Zambouli para que su territorio esté abierto a la minería a cielo abierto. Vic une fuerzas con Sheena para detener al malvado príncipe y su ejército, en el camino, Vic y Sheena se enamoran.
El clímax de la película tiene lugar en el Serengeti africano. Zanda intenta empujar a Sheena a las cataratas de Zambuli, pero la heroína se conecta telepáticamente con un grupo de flamencos que atacan el helicóptero y arrojan a la condesa por las cataratas hasta su muerte. Sheena lidera a su gente contra los mercenarios y Otwani. Sheena dispara con éxito a Otwani en el corazón con su flecha y cumple la profecía, pero también está posicionada para ser atropellada por el vehículo de Otwani. Vic le salva la vida al chocar contra el vehículo de Otwani; resultando en quemaduras graves. Vic se cura con la tierra y quiere quedarse con Sheena, pero se da cuenta de que si él cuenta su historia al mundo exterior, otras corporaciones destruirán el hogar de Sheena.
Antes de partir para regresar a Nueva York, Vic y Sheena tuvieron sexo (fuera de pantalla). Vic y su camarógrafo Fletch parten en un avión de regreso a Nueva York. Antes de irse, Sheena graba un mensaje de despedida en su grabadora deseándole un buen viaje.
Al final de la película, Sheena da un paseo en Marika a través del serengeti.

## Reparto
- Tanya Roberts - Sheena
- Ted Wass - Vic Casey
- Donovan Scott - Fletcher "Fletch" Agronsky
- Trevor Thomas - El príncipe Otwani
- France Zobda - La condesa Zanda
- Elizabeth de Toro - La Chamán
- Clifton Jones - El rey Jabalani
- John Forgeham - Jorgensen
- Sylvester Williams - Juka
- Nick Brimble - Wadman
- Bob Sherman - Grizzard
- Michael J. Shannon - Phillip Ames
- Nancy Paul - Betsy Ames